# Салякото
Салякото (устар. Салекутей) — озеро в России, располагается на территории Заполярного района Ненецкого автономного округа. Сообщается с рекой Моховая. Находится на высоте 61 м над уровнем моря, юго-восточнее сопки Тярцуй, в 12 км востоко-северо-восточнее устья реки Идурхатаяха.
Площадь озера составляет 0,8 км².

## Данные водного реестра
По данным государственного водного реестра России относится к Двинско-Печорскому бассейновому округу, водохозяйственный участок озера — Печора от водомерного поста Усть-Цильма и до устья, речной подбассейн озера — бассейны притоков Печоры ниже впадения Усы. Речной бассейн озера — Печора.
Код объекта в государственном водном реестре — 03050300211103000020953.